# Vem är det som kommer på vägen
Vem är det som kommer på vägen är en psalm om hur Jesus välsignar barnen av Britt G. Hallqvist, skriven 1955.
Melodi komponerad av Per-Erik Styf (2/4, C-dur) samma år. Psalmen, som först publicerades i sångboken Kyrkovisor för barn, bygger på Markusevangeliet kapitel 10, verserna 13 till 16. 
Genom att, förutom det friska återgivandet av evangeliets dialog, skildra tidlösa lekar ("...och barnen, de sprang från sitt hopprep / från fästning av lera och strå'") skapar författaren en känsla av samtidighet och närhet, liksom med slutradens "...och glada gick mammorna hem." Kanske var det första gången ordet "mammor" sjöngs i svenska kyrkor?

## Publicerad i
- Kyrkovisor för barn som nummer 745 under rubriken "Den helige Mikaels dag".
- Den svenska psalmboken 1986, 1986 års Cecilia-psalmbok, Psalmer och Sånger 1987, Segertoner 1988 och Frälsningsarméns sångbok 1990 som nummer 41 under rubriken "Jesus, vår Herre och broder".
- den finlandssvenska psalmboken som nummer 463 1986 under rubriken Hem och familj
- Hela familjens psalmbok 2013 som nummer 137 under rubriken "Barn i Guds famn".[1]